# Candor (albedo)
Candor és una característica d'albedo a la superfície de Mart, localitzada amb el sistema de coordenades planetocèntriques a 2.96 ° latitud N i 285 ° longitud E. El nom va ser aprovat per la UAI l'any 1958 i fa referència a candor, mot llatí que significa «esplendor» i «blancor».